# Helmholtzev razstavitveni izrek
Helmholtzev razstavitveni izrek ali Helmholtzev dekompozícijski izrèk [hélmhólčev ~] (znan tudi kot osnovni izrek vektorskega računa) je v fiziki in matematiki na področju vektorskega računa izrek, ki pravi, da se lahko poljubno dovolj gladko, hitro upadajajoče vektorsko polje v trirazsežnem prostoru enolično razstavi na vsoto potencialnega (brez rotorja) in solenoidalnega vektorskega polja (brez divergence). To je znano kot Helmholtzeva razstavitev (dekompozicja) ali Helmholtzeva reprezentacija. Imenuje se po Hermannu von Helmholtzu.

## Definicija
Za vektorsko polje {\displaystyle \mathbf {\vec {F}} \in C^{1}(V,\mathbb {R} ^{n})\!\,}, definirano v domeni {\displaystyle V\subseteq \mathbb {R} ^{n}\!\,} je Helmoltzeva razstavitev takšen par vektorskih polj {\displaystyle \mathbf {\vec {G}} \in C^{1}(V,\mathbb {R} ^{n})\!\,} in {\displaystyle \mathbf {\vec {R}} \in C^{1}(V,\mathbb {R} ^{n})\!\,}, da velja:
{\displaystyle {\begin{aligned}\mathbf {\vec {F}} (\mathbf {\vec {r}} )&=\mathbf {\vec {G}} (\mathbf {\vec {r}} )+\mathbf {\vec {R}} (\mathbf {\vec {r}} ),\\\mathbf {\vec {G}} (\mathbf {\vec {r}} )&=-\mathbf {\vec {\nabla }} \varphi (\mathbf {\vec {r}} ),\\\nabla \cdot \mathbf {\vec {R}} (\mathbf {\vec {r}} )&=0\!\,.\end{aligned}}}
Tu je {\displaystyle \varphi \in C^{2}(V,\mathbb {R} )\!\,} skalarni potencial, {\displaystyle \mathbf {\vec {\nabla }} \varphi \!\,} njegov gradient in {\displaystyle \nabla \cdot \mathbf {\vec {R}} \!\,} divergenca vektorskega polja {\displaystyle \mathbf {\vec {R}} \!\,}. Potencialno vektorsko polje {\displaystyle \mathbf {\vec {G}} \!\,} se imenuje gradientno polje, {\displaystyle \mathbf {\vec {R}} \!\,} pa se imenuje solenoidalno polje ali rotacijsko polje. Ta razstavitev za vsa vektorska polja ne obstaja in ni enolična.

## Zgodovina
Helmoltzev razstavitveni izrek v treh razsežnostih je prvi opisal George Gabriel Stokes leta 1849 za teorijo uklona. Helmholtz je leta 1858 objavil članek o nekaterih hidrodinamičnih osnovnih enačbah kot del svojega raziskovanja izrekov, ki opisujejo gibanje tekočine v bližini vrtinčnic. Njuna izpeljava je zahtevala, da vektorska polja dovolj hitro upadajo v neskončnosti. Kasneje so lahko ta pogoj omilili in Helmholtzevo razstavitev razširili na višje razsežnosti. Za Riemannove mnogoterosti so izpeljali Helmholtz-Hodgeevo razstavitev s pomočjo diferencialne geometrije in tenzorskega računa.
Razstavitveni izrek je postal pomembno orodje pri mnogih problemih v teoretični fiziki, uporabili pa so ga tudi na področjih, kot so: animacija, računalniški vid in robotika.

## Trirazsežni prostor
Mnogi fizikalni učbeniki omejujejo Helmholtzevo razstavitev na trirazsežni prostor in omejujejo njegovo uporabo na vektorska polja, dovolj hitro upadajoča v neskončnosti, ali na udarno funkcijo, ki so definirani na omejeni domeni. Nato je mogoče vektorski potencial {\displaystyle \mathbf {\vec {A}} \!\,} definirati tako, da je rotacijsko polje podano z {\displaystyle \mathbf {\vec {R}} =\nabla \times \mathbf {\vec {A}} \!\,} z uporabo rotorja vektorskega polja.
Naj je {\displaystyle \mathbf {\vec {F}} \!\,} vektorsko polje na omejeni domeni {\displaystyle V\subseteq \mathbb {R} ^{3}\!\,}, dvakrat zvezno odvedljivo znotraj {\displaystyle V}, in naj je {\displaystyle S\!\,} ploskev, ki zapira domeno {\displaystyle V\!\,}. Potem se lahko za {\displaystyle \mathbf {\vec {F}} \!\,} izvede razstavitev na komponento brez rotorja in komponento brez divergence, kot sledi:
{\displaystyle \mathbf {\vec {F}} =-\mathbf {\vec {\nabla }} \varphi +\nabla \times \mathbf {\vec {A}} \!\,,}
kjer je:
{\displaystyle {\begin{aligned}\varphi (\mathbf {\vec {r}} )&={\frac {1}{4\pi }}\int _{V}{\frac {\nabla '\cdot \mathbf {\vec {F}} (\mathbf {\vec {r}} ')}{|\mathbf {\vec {r}} -\mathbf {\vec {r}} '|}}\,\mathrm {d} V'-{\frac {1}{4\pi }}\oint _{S}\mathbf {\hat {n}} '\cdot {\frac {\mathbf {\vec {F}} (\mathbf {\vec {r}} ')}{|\mathbf {\vec {r}} -\mathbf {\vec {r}} '|}}\,\mathrm {d} S'\\[8pt]\mathbf {\vec {A}} (\mathbf {\vec {r}} )&={\frac {1}{4\pi }}\int _{V}{\frac {\nabla '\times \mathbf {\vec {F}} (\mathbf {\vec {r}} ')}{|\mathbf {\vec {r}} -\mathbf {\vec {r}} '|}}\,\mathrm {d} V'-{\frac {1}{4\pi }}\oint _{S}\mathbf {\hat {n}} '\times {\frac {\mathbf {\vec {F}} (\mathbf {\vec {r}} ')}{|\mathbf {\vec {r}} -\mathbf {\vec {r}} '|}}\,\mathrm {d} S'\!\,,\end{aligned}}}
{\displaystyle \nabla '\!\,} pa je operator nabla glede na {\displaystyle \mathbf {\vec {r}} '\!\,} in ne na {\displaystyle \mathbf {\vec {r}} \!\,}.
Če je {\displaystyle V=\mathbb {R} ^{3}\!\,} in zato neomejena, {\displaystyle \mathbf {\vec {F}} \!\,} pa upada vsaj tako hitro kot {\displaystyle 1/r\!\,}, ko gre {\displaystyle r\to \infty \!\,}, potem velja:
{\displaystyle {\begin{aligned}\varphi (\mathbf {\vec {r}} )&={\frac {1}{4\pi }}\int _{\mathbb {R} ^{3}}{\frac {\nabla '\cdot \mathbf {\vec {F}} (\mathbf {\vec {r}} ')}{|\mathbf {\vec {r}} -\mathbf {\vec {r}} '|}}\,\mathrm {d} V'\\[8pt]\mathbf {\vec {A}} (\mathbf {\vec {r}} )&={\frac {1}{4\pi }}\int _{\mathbb {R} ^{3}}{\frac {\nabla '\times \mathbf {\vec {F}} (\mathbf {\vec {r}} ')}{|\mathbf {\vec {r}} -\mathbf {\vec {r}} '|}}\,\mathrm {d} V'\!\,.\end{aligned}}}
To velja še posebej, če je {\displaystyle \mathbf {\vec {F}} \!\,} dvakrat zvezno odvedljivo v {\displaystyle \mathbb {R} ^{3}\!\,} in z omejeno podporo.

### Izpeljava
Dokaz
Naj je dana vektorska funkcija {\displaystyle \mathbf {\vec {F}} (\mathbf {\vec {r}} )\!\,} za katero je znan rotor {\displaystyle \nabla \times \mathbf {\vec {F}} \!\,} in divergenca {\displaystyle \nabla \cdot \mathbf {\vec {F}} \!\,} v domeni in meji polja. Če se zapiše funkcija s pomočjo funkcije delta v obliki:
{\displaystyle \delta ^{3}(\mathbf {\vec {r}} -\mathbf {\vec {r}} ')=-{\frac {1}{4\pi }}\nabla ^{2}{\frac {1}{|\mathbf {\vec {r}} -\mathbf {\vec {r}} '|}}\!\,,}
kjer je {\displaystyle \nabla ^{2}:=\nabla \cdot \nabla \!\,} Laplaceov operator, velja:
{\displaystyle {\begin{aligned}\mathbf {\vec {F}} (\mathbf {\vec {r}} )&=\int _{V}\mathbf {\vec {F}} \left(\mathbf {\vec {r}} '\right)\delta ^{3}(\mathbf {\vec {r}} -\mathbf {\vec {r}} ')\,\mathrm {d} V'\\&=\int _{V}\mathbf {\vec {F}} (\mathbf {\vec {r}} ')\left(-{\frac {1}{4\pi }}\nabla ^{2}{\frac {1}{\left|\mathbf {\vec {r}} -\mathbf {\vec {r}} '\right|}}\right)\,\mathrm {d} V'\\&=-{\frac {1}{4\pi }}\nabla ^{2}\int _{V}{\frac {\mathbf {\vec {F}} (\mathbf {\vec {r}} ')}{\left|\mathbf {\vec {r}} -\mathbf {\vec {r}} '\right|}}\,\mathrm {d} V'\\&=-{\frac {1}{4\pi }}\left[\nabla \left(\nabla \cdot \int _{V}{\frac {\mathbf {\vec {F}} (\mathbf {\vec {r}} ')}{\left|\mathbf {\vec {r}} -\mathbf {\vec {r}} '\right|}}\,\mathrm {d} V'\right)-\nabla \times \left(\nabla \times \int _{V}{\frac {\mathbf {\vec {F}} (\mathbf {\vec {r}} ')}{\left|\mathbf {\vec {r}} -\mathbf {\vec {r}} '\right|}}\,\mathrm {d} V'\right)\right]\\&=-{\frac {1}{4\pi }}\left[\nabla \left(\int _{V}\mathbf {\vec {F}} (\mathbf {\vec {r}} ')\cdot \nabla {\frac {1}{\left|\mathbf {\vec {r}} -\mathbf {\vec {r}} '\right|}}\,\mathrm {d} V'\right)+\nabla \times \left(\int _{V}\mathbf {\vec {F}} (\mathbf {\vec {r}} ')\times \nabla {\frac {1}{\left|\mathbf {\vec {r}} -\mathbf {\vec {r}} '\right|}}\,\mathrm {d} V'\right)\right]\\&=-{\frac {1}{4\pi }}\left[-\nabla \left(\int _{V}\mathbf {\vec {F}} (\mathbf {\vec {r}} ')\cdot \nabla '{\frac {1}{\left|\mathbf {\vec {r}} -\mathbf {\vec {r}} '\right|}}\,\mathrm {d} V'\right)-\nabla \times \left(\int _{V}\mathbf {\vec {F}} (\mathbf {\vec {r}} ')\times \nabla '{\frac {1}{\left|\mathbf {\vec {r}} -\mathbf {\vec {r}} '\right|}}\,\mathrm {d} V'\right)\right]\!\,,\end{aligned}}}
kjer se je uporabila definicija vektorskega Laplaceovega operatorja:
{\displaystyle \nabla ^{2}\mathbf {\vec {a}} =\nabla (\nabla \cdot \mathbf {\vec {a}} )-\nabla \times (\nabla \times \mathbf {\vec {a}} )\!\,,}
odvajanje/integracija glede na {\displaystyle \mathbf {\vec {r}} '\!\,} z {\displaystyle \nabla '/\mathrm {d} V'\!\,} in v zadnji vrstici linearnost argumentov funkcije:
{\displaystyle \nabla {\frac {1}{\left|\mathbf {\vec {r}} -\mathbf {\vec {r}} '\right|}}=-\nabla '{\frac {1}{\left|\mathbf {\vec {r}} -\mathbf {\vec {r}} '\right|}}\!\,.}
Nato s pomočjo vektorskih identitet:
{\displaystyle {\begin{aligned}\mathbf {\vec {a}} \cdot \nabla \psi &=-\psi (\nabla \cdot \mathbf {\vec {a}} )+\nabla \cdot (\psi \mathbf {\vec {a}} )\\\mathbf {\vec {a}} \times \nabla \psi &=\psi (\nabla \times \mathbf {\vec {a}} )-\nabla \times (\psi \mathbf {\vec {a}} )\!\,\end{aligned}}}
sledi:
{\displaystyle {\begin{aligned}\mathbf {\vec {F}} (\mathbf {\vec {r}} )=-{\frac {1}{4\pi }}{\bigg [}&-\nabla \left(-\int _{V}{\frac {\nabla '\cdot \mathbf {\vec {F}} \left(\mathbf {\vec {r}} '\right)}{\left|\mathbf {\vec {r}} -\mathbf {\vec {r}} '\right|}}\,\mathrm {d} V'+\int _{V}\nabla '\cdot {\frac {\mathbf {\vec {F}} \left(\mathbf {\vec {r}} '\right)}{\left|\mathbf {\vec {r}} -\mathbf {\vec {r}} '\right|}}\,\mathrm {d} V'\right)\\&-\nabla \times \left(\int _{V}{\frac {\nabla '\times \mathbf {\vec {F}} \left(\mathbf {\vec {r}} '\right)}{\left|\mathbf {\vec {r}} -\mathbf {\vec {r}} '\right|}}\,\mathrm {d} V'-\int _{V}\nabla '\times {\frac {\mathbf {\vec {F}} \left(\mathbf {\vec {r}} '\right)}{\left|\mathbf {\vec {r}} -\mathbf {\vec {r}} '\right|}}\,\mathrm {d} V'\right){\bigg ]}\!\,.\end{aligned}}}
S pomočjo izreka o divergenci se lahko enačba prepiše kot:
{\displaystyle {\begin{aligned}\mathbf {\vec {F}} (\mathbf {\vec {r}} )&=-{\frac {1}{4\pi }}{\bigg [}-\nabla \left(-\int _{V}{\frac {\nabla '\cdot \mathbf {\vec {F}} \left(\mathbf {\vec {r}} '\right)}{\left|\mathbf {\vec {r}} -\mathbf {\vec {r}} '\right|}}\,\mathrm {d} V'+\oint _{S}\mathbf {\hat {n}} '\cdot {\frac {\mathbf {\vec {F}} \left(\mathbf {\vec {r}} '\right)}{\left|\mathbf {\vec {r}} -\mathbf {\vec {r}} '\right|}}\,\mathrm {d} S'\right)\\&\qquad \qquad -\nabla \times \left(\int _{V}{\frac {\nabla '\times \mathbf {\vec {F}} \left(\mathbf {\vec {r}} '\right)}{\left|\mathbf {\vec {r}} -\mathbf {\vec {r}} '\right|}}\,\mathrm {d} V'-\oint _{S}\mathbf {\hat {n}} '\times {\frac {\mathbf {\vec {F}} \left(\mathbf {\vec {r}} '\right)}{\left|\mathbf {\vec {r}} -\mathbf {\vec {r}} '\right|}}\,\mathrm {d} S'\right){\bigg ]}\\&=-\nabla \left[{\frac {1}{4\pi }}\int _{V}{\frac {\nabla '\cdot \mathbf {\vec {F}} \left(\mathbf {\vec {r}} '\right)}{\left|\mathbf {\vec {r}} -\mathbf {\vec {r}} '\right|}}\,\mathrm {d} V'-{\frac {1}{4\pi }}\oint _{S}\mathbf {\hat {n}} '\cdot {\frac {\mathbf {\vec {F}} \left(\mathbf {\vec {r}} '\right)}{\left|\mathbf {\vec {r}} -\mathbf {\vec {r}} '\right|}}\,\mathrm {d} S'\right]\\&\quad +\nabla \times \left[{\frac {1}{4\pi }}\int _{V}{\frac {\nabla '\times \mathbf {\vec {F}} \left(\mathbf {\vec {r}} '\right)}{\left|\mathbf {\vec {r}} -\mathbf {\vec {r}} '\right|}}\,\mathrm {d} V'-{\frac {1}{4\pi }}\oint _{S}\mathbf {\hat {n}} '\times {\frac {\mathbf {\vec {F}} \left(\mathbf {\vec {r}} '\right)}{\left|\mathbf {\vec {r}} -\mathbf {\vec {r}} '\right|}}\,\mathrm {d} S'\right]\!\,\end{aligned}}}
z normalo {\displaystyle \mathbf {\hat {n}} '\!\,} navzven iz ploskve.
Če se definira:
{\displaystyle \varphi (\mathbf {\vec {r}} )\equiv {\frac {1}{4\pi }}\int _{V}{\frac {\nabla '\cdot \mathbf {\vec {F}} \left(\mathbf {\vec {r}} '\right)}{\left|\mathbf {\vec {r}} -\mathbf {\vec {r}} '\right|}}\,\mathrm {d} V'-{\frac {1}{4\pi }}\oint _{S}\mathbf {\hat {n}} '\cdot {\frac {\mathbf {\vec {F}} \left(\mathbf {\vec {r}} '\right)}{\left|\mathbf {\vec {r}} -\mathbf {\vec {r}} '\right|}}\,\mathrm {d} S'\!\,,}
{\displaystyle \mathbf {\vec {A}} (\mathbf {\vec {r}} )\equiv {\frac {1}{4\pi }}\int _{V}{\frac {\nabla '\times \mathbf {\vec {F}} \left(\mathbf {\vec {r}} '\right)}{\left|\mathbf {\vec {r}} -\mathbf {\vec {r}} '\right|}}\,\mathrm {d} V'-{\frac {1}{4\pi }}\oint _{S}\mathbf {\hat {n}} '\times {\frac {\mathbf {\vec {F}} \left(\mathbf {\vec {r}} '\right)}{\left|\mathbf {\vec {r}} -\mathbf {\vec {r}} '\right|}}\,\mathrm {d} S'\!\,,}
končno izhaja:
{\displaystyle \mathbf {\vec {F}} =-\mathbf {\vec {\nabla }} \varphi +\nabla \times \mathbf {\vec {A}} \!\,.}

### Polja z določeno divergenco in rotorjem
Izraz »Helmholtzev izrek« velja tudi za naslednje: naj je {\displaystyle \mathbf {\vec {C}} \!\,} solenoidalno vektorsko polje in {\displaystyle d\!\,} skalarno polje na {\displaystyle \mathbb {R} ^{3}\!\,}, ki je dovolj gladko in, ki v neskončnosti upada hitreje kot {\displaystyle 1/r^{2}\!\,}. Potem obstaja takšno vektorsko polje {\displaystyle \mathbf {\vec {F}} \!\,}, da velja:
{\displaystyle \nabla \cdot \mathbf {\vec {F}} =d\quad {\text{ in }}\quad \nabla \times \mathbf {\vec {F}} =\mathbf {\vec {C}} \!\,,}
in, če dodatno vektorsko polje {\displaystyle \mathbf {\vec {F}} \!\,} izgine, ko gre {\displaystyle r\to \infty \!\,}, potem je {\displaystyle \mathbf {\vec {F}} \!\,} enolično.
Z drugimi besedami, vektorsko polje je mogoče skonstruirati tako z določeno divergenco kot z določenim rotorjem, in če tudi izgine v neskončnosti, je enolično določeno s svojo divergenco in rotorjem. Ta izrek je zelo pomemben v elektrostatiki, saj so Maxwellove enačbe za električna in magnetna polja v statičnem primeru natanko tega tipa. Dokaz je s konstrukcijo, ki posplošuje zgoraj navedeno. Naj velja:
{\displaystyle \mathbf {\vec {F}} =-\mathbf {\vec {\nabla }} ({\mathcal {G}}(d))+\nabla \times ({\mathcal {G}}(\mathbf {\vec {C}} ))\!\,,}
kjer je {\displaystyle {\mathcal {G}}\!\,} operator Newtonovega potenciala. (Pri delovanju na vektorsko polje, kot na primer {\displaystyle \nabla \times \mathbf {\vec {F}} \!\,}, je definirano, da deluje na vsako komponento.)

### Šibka formulacija
Helmholtzevo razstavitev je mogoče posplošiti z zmanjšanjem predpostavk o regularnosti (potrebe po obstoju močnih odvodov). Naj je {\displaystyle \Omega \!\,} omejena, enostavno povezana Lipschitzeva domena. Vsako kvadratnointegrabilno vektorsko polje {\displaystyle \mathbf {\vec {u}} \in (L^{2}(\Omega ))^{3}\!\,} ima ortogonalno razstavitev:
{\displaystyle \mathbf {\vec {u}} =\mathbf {\vec {\nabla }} \varphi +\nabla \times \mathbf {\vec {A}} \!\,,}
kjer {\displaystyle \varphi \!\,} leži v prostoru Soboljeva {\displaystyle H_{1}(\Omega )\!\,} kvadratnointegrabilnih funkcij na {\displaystyle \Omega \!\,}, katerih parcialni odvodi, definirani v smislu porazdelitev, so kvadratnointegrabilni, {\displaystyle \mathbf {\vec {A}} \in H(\nabla \times \mathbf {\vec {A}} ,\Omega )\!\,} pa je prostor Soboljeva vektorskih prostorov, ki vsebuje kvadratnointegrabilna vektorska polja s kvadratnointegrabilnim rotorjem.
Za nekoliko gladkejše vektorsko polje {\displaystyle \mathbf {\vec {u}} \in H(\nabla \times \mathbf {\vec {u}} ,\Omega )\!\,} velja podobna razstavitev:
{\displaystyle \mathbf {\vec {u}} =\mathbf {\vec {\nabla }} \varphi +\mathbf {\vec {v}} \!\,,}
kjer je {\displaystyle \varphi \in H^{1}(\Omega )\!\,} in {\displaystyle \mathbf {\vec {v}} \in (H^{1}(\Omega ))^{d}\!\,}.

### Izpeljava iz Fourierove transformacije
Upoštevati je treba, da se je v tu v navedenem izreku vsilili pogoj, da če {\displaystyle \mathbf {\vec {F}} \!\,} ni definirano na omejeni domeni, bo upadalo hitreje kot {\displaystyle 1/r\!\,}. Tako Fourierova transformacija {\displaystyle \mathbf {\vec {F}} \!\,}, označena kot {\displaystyle \mathbf {\vec {G}} \!\,}, zajamčeno obstaja. Uporablja se dogovor:
{\displaystyle \mathbf {\vec {F}} (\mathbf {\vec {r}} )=\iiint \mathbf {\vec {G}} (\mathbf {\vec {k}} )e^{i\mathbf {\vec {k}} \cdot \mathbf {\vec {r}} }\,\mathrm {d} V_{k}\!\,.}
Fourierova transformacija skalarnega polja je skalarno polje, Fourierova transformacija vektorskega polja pa je vektorsko polje iste razsežnosti.
Naj obstajajo naslednja skalarna in vektorska polja:
{\displaystyle {\begin{aligned}G_{\varphi }(\mathbf {\vec {k}} )&=i{\frac {\mathbf {\vec {k}} \cdot \mathbf {\vec {G}} (\mathbf {\vec {k}} )}{\|\mathbf {\vec {k}} \|^{2}}},\\\mathbf {\vec {G}} _{\mathbf {\vec {A}} }(\mathbf {\vec {k}} )&=i{\frac {\mathbf {\vec {k}} \times \mathbf {\vec {G}} (\mathbf {\vec {k}} )}{\|\mathbf {\vec {k}} \|^{2}}},\\[8pt]\varphi (\mathbf {\vec {r}} )&=\iiint G_{\varphi }(\mathbf {\vec {k}} )e^{i\mathbf {\vec {k}} \cdot \mathbf {\vec {r}} }\,\mathrm {d} V_{k},\\\mathbf {\vec {A}} (\mathbf {\vec {r}} )&=\iiint \mathbf {\vec {G}} _{\mathbf {\vec {A}} }(\mathbf {\vec {k}} )e^{i\mathbf {\vec {k}} \cdot \mathbf {\vec {r}} }\,\mathrm {d} V_{k}\!\,.\end{aligned}}}
Zanje tako velja:
{\displaystyle {\begin{aligned}\mathbf {\vec {G}} (\mathbf {\vec {k}} )&=-i\mathbf {\vec {k}} G_{\varphi }(\mathbf {\vec {k}} )+i\mathbf {\vec {k}} \times \mathbf {\vec {G}} _{\mathbf {\vec {A}} }(\mathbf {\vec {k}} ),\\[6pt]\mathbf {\vec {F}} (\mathbf {\vec {r}} )&=-\iiint i\mathbf {\vec {k}} G_{\varphi }(\mathbf {\vec {k}} )e^{i\mathbf {\vec {k}} \cdot \mathbf {\vec {r}} }\,\mathrm {d} V_{k}+\iiint i\mathbf {\vec {k}} \times \mathbf {\vec {G}} _{\mathbf {\vec {A}} }(\mathbf {\vec {k}} )e^{i\mathbf {\vec {k}} \cdot \mathbf {\vec {r}} }\,\mathrm {d} V_{k}\\&=-\mathbf {\vec {\nabla }} \varphi (\mathbf {\vec {r}} )+\nabla \times \mathbf {\vec {A}} (\mathbf {\vec {r}} )\!\,.\end{aligned}}}

### Vzdolžna in prečna polja
Terminologija, ki se pogosto uporablja v fiziki, se nanaša na komponento vektorskega polja brez rotorja kot vzdolžno komponento ({\displaystyle \mathrm {l} \!\,}) in komponento brez divergence kot prečno komponento ({\displaystyle \mathrm {t} \!\,}). Ta terminologija izhaja iz naslednje konstrukcije: naj se izračuna trirazsežno Fourierovo transformacijo {\displaystyle {\hat {\mathbf {F} }}\!\,} vektorskega polja {\displaystyle \mathbf {\vec {F}} \!\,}. Nato se to polje v vsaki točki {\displaystyle \mathbf {\vec {k}} \!\,} razdeli na dve komponenti, od katerih ena kaže vzdolžno, to je vzporedno s {\displaystyle \mathbf {\vec {k}} \!\,}, druga pa kaže v prečni smeri, to je pravokotno na {\displaystyle \mathbf {\vec {k}} \!\,}. Tako do sedaj  velja:
{\displaystyle {\hat {\mathbf {F} }}(\mathbf {\vec {k}} )={\hat {\mathbf {F} }}_{\mathrm {t} }(\mathbf {\vec {k}} )+{\hat {\mathbf {F} }}_{\mathrm {l} }(\mathbf {\vec {k}} )\!\,,}
{\displaystyle \mathbf {\vec {k}} \cdot {\hat {\mathbf {F} }}_{\mathrm {t} }(\mathbf {\vec {k}} )=0\!\,,}
{\displaystyle \mathbf {\vec {k}} \times {\hat {\mathbf {F} }}_{\mathrm {l} }(\mathbf {\vec {k}} )=\mathbf {\vec {0}} \!\,.}
nato se uporabi inverzno Fourierovo transformacijo za vsako od teh komponent. Z uporabo značilnosti Fourierovih transformacij se izpelje:
{\displaystyle \mathbf {\vec {F}} (\mathbf {\vec {r}} )=\mathbf {\vec {F}} _{\mathrm {t} }(\mathbf {\vec {r}} )+\mathbf {\vec {F}} _{\mathrm {l} }(\mathbf {\vec {r}} )\!\,,}
{\displaystyle \nabla \cdot \mathbf {\vec {F}} _{\mathrm {t} }(\mathbf {\vec {r}} )=0\!\,,}
{\displaystyle \nabla \times \mathbf {\vec {F}} _{\mathrm {l} }(\mathbf {\vec {r}} )=\mathbf {\vec {0}} \!\,.}
Ker je {\displaystyle \nabla \times (\mathbf {\vec {\nabla }} \varphi )=0\!\,} in {\displaystyle \nabla \cdot (\nabla \times \mathbf {\vec {A}} )=0\!\,},
se lahko dobi:
{\displaystyle \mathbf {\vec {F}} _{\mathrm {t} }=\nabla \times \mathbf {\vec {A}} ={\frac {1}{4\pi }}\nabla \times \int _{V}{\frac {\nabla '\times \mathbf {\vec {F}} }{\left|\mathbf {\vec {r}} -\mathbf {\vec {r}} '\right|}}\,\mathrm {d} V'\!\,,}
{\displaystyle \mathbf {\vec {F}} _{\mathrm {l} }=-\mathbf {\vec {\nabla }} \varphi =-{\frac {1}{4\pi }}\mathbf {\vec {\nabla }} \int _{V}{\frac {\nabla '\cdot \mathbf {\vec {F}} }{\left|\mathbf {\vec {r}} -\mathbf {\vec {r}} '\right|}}\,\mathrm {d} V'\!\,,}
tako, da je to res Helmholtzeva razstavitev.

## Posplošitve na višje razsežnosti

### Matrični pristop
Posplošitve na {\displaystyle d\!\,} razsežnosti ni mogoče narediti z vektorskim potencialom, ker sta rotacijski operator in vektorski produkt (kot vektorja) definirana samo v treh razsežnostih.
Naj je {\displaystyle \mathbf {\vec {F}} \!\,} vektorsko polje na omejeni domeni {\displaystyle V\subseteq \mathbb {R} ^{d}\!\,}, ki upada hitreje kot {\displaystyle |\mathbf {\vec {r}} |^{-\delta }\!\,} za {\displaystyle |\mathbf {\vec {r}} |\to \infty \!\,} in {\displaystyle \delta >2\!\,}.
Skalarni potencial je definiran podobno trirazsežnemu primeru kot:
{\displaystyle \varphi (\mathbf {\vec {r}} )=-\int _{\mathbb {R} ^{d}}\nabla \cdot (\mathbf {\vec {F}} (\mathbf {\vec {r}} '))\,K(\mathbf {\vec {r}} ,\mathbf {\vec {r}} ')\,\mathrm {d} V'=-\int _{\mathbb {R} ^{d}}\sum _{i}{\frac {\partial F_{i}}{\partial r_{i}}}(\mathbf {\vec {r}} ')\,K(\mathbf {\vec {r}} ,\mathbf {\vec {r}} ')\,\mathrm {d} V'\!\,,}
kjer je integralsko jedro {\displaystyle K(\mathbf {\vec {r}} ,\mathbf {\vec {r}} ')\!\,} spet fundamentalna rešitev Laplaceove enačbe, vendar v {\displaystyle d\!\,}-razsežnemu prostoru:
{\displaystyle K(\mathbf {\vec {r}} ,\mathbf {\vec {r}} ')={\begin{cases}{\frac {1}{2\pi }}\log {|\mathbf {\vec {r}} -\mathbf {\vec {r}} '|}&d=2,\\{\frac {1}{d(2-d)V_{d}}}|\mathbf {\vec {r}} -\mathbf {\vec {r}} '|^{2-d}&{\text{drugače}}\!\,,\end{cases}}}
z {\displaystyle V_{d}=\pi ^{\frac {d}{2}}/\Gamma {\big (}{\tfrac {d}{2}}+1{\big )}\!\,}, prostornino {\displaystyle d\!\,}-razsežnih enotskih krogel in {\displaystyle \Gamma (\mathbf {\vec {r}} )\!\,}, funkcijo gama.
Za {\displaystyle d=3\!\,} je {\displaystyle V_{d}\!\,} ravno enaka {\displaystyle {\frac {4\pi }{3}}\!\,}, kar vodi do istega predfaktorja kot zgoraj. Rotacijski potencial je antisimetrična matrika z elementi:
{\displaystyle A_{ij}(\mathbf {\vec {r}} )=\int _{\mathbb {R} ^{d}}\left({\frac {\partial F_{i}}{\partial x_{j}}}(\mathbf {\vec {r}} ')-{\frac {\partial F_{j}}{\partial x_{i}}}(\mathbf {\vec {r}} ')\right)K(\mathbf {\vec {r}} ,\mathbf {\vec {r}} ')\,\mathrm {d} V'\!\,.}
Nad diagonalo je {\displaystyle \textstyle {\binom {d}{2}}\!\,} elementov, ki se nato spet pojavijo zrcaljeno prek diagonale, vendar z negativnim predznakom. V trirazsežnem primeru matrični elementi odgovarjajo komponentam vektorskega potenciala {\displaystyle \mathbf {\vec {A}} =[A_{1},A_{2},A_{3}]=[A_{23},A_{31},A_{12}]\!\,}. Vendar se takšni matrični potencial lahko zapiše kot vektor le v trirazsežnem primeru, ker {\displaystyle \textstyle {\binom {d}{2}}=d\!\,} velja le za {\displaystyle d=3\!\,}.
Kot v trirazsežnem primeru je gradientno polje definirano kot:
{\displaystyle \mathbf {\vec {G}} (\mathbf {\vec {r}} )=-\mathbf {\vec {\nabla }} \varphi (\mathbf {\vec {r}} )\!\,.}
Rotacijsko polje je na drugi strani definirano v splošnem primeru, ker je vrstična divergenca matrike enaka:
{\displaystyle \mathbf {\vec {R}} (\mathbf {\vec {r}} )=\left[\sum \nolimits _{k}\partial _{r_{k}}A_{ik}(\mathbf {\vec {r}} );{1\leq i\leq d}\right]\!\,.}
V trirazsežnem prostoru je to enakovredno vektorskemu potencialu.

### Tenzorski pristop
V {\displaystyle d\!\,}-razsežnemu vektorskemu prostoru z {\displaystyle d\neq 3\!\,}, se lahko {\textstyle -{\frac {1}{4\pi \left|\mathbf {\vec {r}} -\mathbf {\vec {r}} '\right|}}\!\,} zamenja z odgovarjajočo Greenovo funkcijo za Laplaceov operator, definirano kot:
{\displaystyle \nabla ^{2}G(\mathbf {\vec {r}} ,\mathbf {\vec {r}} ')={\frac {\partial }{\partial r_{\mu }}}{\frac {\partial }{\partial r_{\mu }}}G(\mathbf {\vec {r}} ,\mathbf {\vec {r}} ')=\delta ^{d}(\mathbf {\vec {r}} -\mathbf {\vec {r}} ')\!\,,}
kjer se za indeks {\displaystyle \mu \!\,} rabi Einsteinov dogovor o seštevanju. Za dvorazsežni primer na primer velja:
{\displaystyle G(\mathbf {\vec {r}} ,\mathbf {\vec {r}} ')={\frac {1}{2\pi }}\ln \left|\mathbf {\vec {r}} -\mathbf {\vec {r}} '\right|\!\,.}
Po enakih korakih kot zgoraj se lahko zapiše:
{\displaystyle F_{\mu }(\mathbf {\vec {r}} )=\int _{V}F_{\mu }(\mathbf {\vec {r}} '){\frac {\partial }{\partial r_{\mu }}}{\frac {\partial }{\partial r_{\mu }}}G(\mathbf {\vec {r}} ,\mathbf {\vec {r}} ')\,\mathrm {d} ^{d}\mathbf {\vec {r}} '=\delta _{\mu \nu }\delta _{\rho \sigma }\int _{V}F_{\nu }(\mathbf {\vec {r}} '){\frac {\partial }{\partial r_{\rho }}}{\frac {\partial }{\partial r_{\sigma }}}G(\mathbf {\vec {r}} ,\mathbf {\vec {r}} ')\,\mathrm {d} ^{d}\mathbf {\vec {r}} '\!\,,}
kjer je {\displaystyle \delta _{\mu \nu }\!\,} Kroneckerjeva delta (uporabljen pa je spet dogovor o seštevanju). Namesto definicije vektorskega Laplaceovega operatorja, uporabljenega zgoraj, se sedaj uporabi identiteta za Levi-Civitajev simbol {\displaystyle \varepsilon \!\,}:
{\displaystyle \varepsilon _{\alpha \mu \rho }\varepsilon _{\alpha \nu \sigma }=(d-2)!(\delta _{\mu \nu }\delta _{\rho \sigma }-\delta _{\mu \sigma }\delta _{\nu \rho })\!\,,}
ki velja v razsežnostih {\displaystyle d\geq 2\!\,}, kjer je {\displaystyle \alpha \!\,} {\displaystyle (d-2)\!\,}-komponentni multiindeks. To da:
{\displaystyle F_{\mu }(\mathbf {\vec {r}} )=\delta _{\mu \sigma }\delta _{\nu \rho }\int _{V}F_{\nu }(\mathbf {\vec {r}} '){\frac {\partial }{\partial r_{\rho }}}{\frac {\partial }{\partial r_{\sigma }}}G(\mathbf {\vec {r}} ,\mathbf {\vec {r}} ')\,\mathrm {d} ^{d}\mathbf {\vec {r}} '+{\frac {1}{(d-2)!}}\varepsilon _{\alpha \mu \rho }\varepsilon _{\alpha \nu \sigma }\int _{V}F_{\nu }(\mathbf {\vec {r}} '){\frac {\partial }{\partial r_{\rho }}}{\frac {\partial }{\partial r_{\sigma }}}G(\mathbf {\vec {r}} ,\mathbf {\vec {r}} ')\,\mathrm {d} ^{d}\mathbf {\vec {r}} '\!\,.}
Tako se lahko zapiše:
{\displaystyle F_{\mu }(\mathbf {\vec {r}} )=-{\frac {\partial }{\partial r_{\mu }}}\varphi (\mathbf {\vec {r}} )+\varepsilon _{\mu \rho \alpha }{\frac {\partial }{\partial r_{\rho }}}A_{\alpha }(\mathbf {\vec {r}} )\!\,,}
kjer je:
{\displaystyle {\begin{aligned}\varphi (\mathbf {\vec {r}} )&=-\int _{V}F_{\nu }(\mathbf {\vec {r}} '){\frac {\partial }{\partial r_{\nu }}}G(\mathbf {\vec {r}} ,\mathbf {\vec {r}} ')\,\mathrm {d} ^{d}\mathbf {\vec {r}} ',\\A_{\alpha }&={\frac {1}{(d-2)!}}\varepsilon _{\alpha \nu \sigma }\int _{V}F_{\nu }(\mathbf {\vec {r}} '){\frac {\partial }{\partial r_{\sigma }}}G(\mathbf {\vec {r}} ,\mathbf {\vec {r}} ')\,\mathrm {d} ^{d}\mathbf {\vec {r}} '\!\,\end{aligned}}}
Pri tem velja, da vektorski potencial nadomesti tenzor reda {\displaystyle (d-2)\!\,} v {\displaystyle d\!\,} razsežnostih.
Za nadaljnjo posplošitev na mnogoterosti glej razpravo o Hodgeevi razstavitvi spodaj.

## Diferencialne forme
Hodgeeva razstavitev je tesno povezana s Helmholtzevo razstavitvijo, in je posplošitev z vektorskih polj na {\displaystyle \mathbb {R} ^{3}\!\,} do diferencialnih form na Riemannovo mnogoterost {\displaystyle M\!\,}. Večina formulacij Hodgeeve razstavitve zahteva, da je {\displaystyle M\!\,} kompaktna. Ker to ne velja za {\displaystyle \mathbb {R} ^{3}\!\,}, Hodgeev razstavitveni izrek ni strogo posplošitev Helmholtzevega izreka. Vendar pa je omejitev kompaktnosti v običajni formulaciji Hodgeeve razstavitve mogoče nadomestiti z ustreznimi predpostavkami o upadanju v neskončnost vključenih diferencialnih form, kar daje ustrezno posplošitev Helmholtzevega izreka.

## Razširitve na polja, ki v neskončnosti ne upadejo
Večina učbenikov obravnava le vektorska polja, ki upadajo hitreje kot {\displaystyle |\mathbf {\vec {r}} |^{-\delta }\!\,} z {\displaystyle \delta >1\!\,} v neskončnosti. Vendar pa je Ludwig Otto Blumenthal leta 1905 pokazal, da je prilagojeno integralsko jedro mogoče uporabiti za integracijo polj, ki upadajo hitreje kot {\displaystyle |\mathbf {\vec {r}} |^{-\delta }\!\,} z {\displaystyle \delta >0\!\,}, kar je bistveno manj strogo. Da se to doseže, je treba jedro {\displaystyle K(\mathbf {\vec {r}} ,\mathbf {\vec {r}} ')\!\,} v konvolucijskih integralih zamenjati s {\displaystyle K'(\mathbf {\vec {r}} ,\mathbf {\vec {r}} ')=K(\mathbf {\vec {r}} ,\mathbf {\vec {r}} ')-K(0,\mathbf {\vec {r}} ')\!\,}.
S še bolj zapletenimi integralskimi jedri je mogoče najti rešitve tudi za divergentne funkcije, ki jim ni treba rasti hitreje od polinoma.
Za vsa analitična vektorska polja, ki jim ni treba imeti vrednost nič tudi v neskončnosti, je mogoče uporabiti metode, ki temeljijo na integraciji po delih in Cauchyjevi formuli za ponovljeno integracijo za izračun sklenjenih rešitev rotacijskih in skalarnih potencialov, kot v primeru multivariatnih polinomov, sinusnih, kosinusnih in eksponentnih funkcij.

## Enoličnost rešitve
Na splošno Helmholtzeva razstavitev ni enolično definirana. Harmonična funkcija {\displaystyle H(\mathbf {\vec {r}} )\!\,} je funkcija za katero velja {\displaystyle \Delta H(\mathbf {\vec {r}} )=0\!\,}. Če se {\displaystyle H(\mathbf {\vec {r}} )\!\,} doda k skalarnemu potencialu {\displaystyle \varphi (\mathbf {\vec {r}} )\!\,}, je mogoče dobiti drugačno Helmholtzevo razstavitev:
{\displaystyle {\begin{aligned}\mathbf {\vec {G}} '(\mathbf {\vec {r}} )&=\nabla (\varphi (\mathbf {\vec {r}} )+H(\mathbf {\vec {r}} ))=\mathbf {\vec {G}} (\mathbf {\vec {r}} )+\nabla H(\mathbf {\vec {r}} ),\\\mathbf {\vec {R}} '(\mathbf {\vec {r}} )&=\mathbf {\vec {R}} (\mathbf {\vec {r}} )-\nabla H(\mathbf {\vec {r}} )\!\,.\end{aligned}}}
Za vektorska polja {\displaystyle \mathbf {\vec {F}} \!\,}, ki upadajo v neskončnosti, je verjetna izbira, da skalarni in rotacijski potencial prav tako upadata v neskončnosti. Ker velja {\displaystyle H(\mathbf {\vec {r}} )=0\!\,}, je edina harmonična funkcija s to značilnostjo in ta izhaja iz Liouvillovega izreka, kar zagotavlja enoličnost gradientnih in rotacijskih polj.
Ta enoličnost ne velja za potenciale: v trirazsežnemu primeru imata skalarni in vektorski potencial skupaj štiri komponente, medtem ko ima vektorsko polje le tri. Vektorsko polje je invariantno glede na umeritvene transformacije in izbira ustreznih potencialov, znana kot umeritveno nastavljanje, je predmet umeritvene teorije. Pomembna primera iz fizike sta pogoj Lorenzeve umeritve in Coulombova umeritev. Druga možnost je uporaba poloidnotoroidne kompozicije.

## Uporabe

### Elektrodinamika
Helmholtzev izrek je še posebej zanimiv za elektrodinamiko, saj se lahko z njim Maxwellove enačbe zapišejo v potencialno sliko in se jih lažje reši. Helmholtzeva razstavitev se lahko uporabi za dokaz, da je glede na gostoto električnega toka in gostoto naboja mogoče določiti električno polje in gostoto magnetnega polja. Gostoti sta enolični, če se v neskončnosti izničita, in enako se predpostavi za potenciale.

### Dinamika tekočin
V dinamiki tekočin ima Helmholtzeva projekcija pomembno vlogo, zlasti za teorijo rešljivosti Navier-Stokesovih enačb. Če se Helmholtzevo projekcijo uporabi za linearizirane Navier-Stokesove enačbe nestisljive tekočine, se dobi Stokesovo enačbo. To je odvisno le od hitrosti delcev v toku, ne pa več od statičnega tlaka, kar omogoča, da se enačba zmanjša na eno neznanko. Vendar sta obe enačbi, Stokesova in linearizirane enačbe, enakovredni. Linearni operator {\displaystyle P\Delta \!\,} se imenuje Stokesov operator.

### Teorija dinamičnih sistemov
V teoriji dinamičnih sistemov se lahko Helmholtzeva razstavitev uporabi za določitev »kvazipotencialov« kakor tudi ra računanje funkcij Ljapunova v nekaterih primerih.
Za nekatere dinamične sisteme, kot je na primer Lorenzev sistem (Edward Norton Lorenz, 1963), se lahko dobi poenostavljen model za konvekcijo v ozračju, izraz za Helmholtzevo razstavitev v sklenjeni obliki:
{\displaystyle {\frac {\mathrm {d} \mathbf {\vec {r}} }{\mathrm {d} t}}=\mathbf {\vec {F}} (\mathbf {\vec {r}} )={\big [}a(r_{2}-r_{1}),r_{1}(b-r_{3})-r_{2},r_{1}r_{2}-cr_{3}{\big ]}\!\,.}
Helmholtzeva razstavitev {\displaystyle \mathbf {\vec {F}} (\mathbf {\vec {r}} )\!\,} s kalarnim potencialom {\displaystyle \varphi (\mathbf {\vec {r}} )={\tfrac {a}{2}}r_{1}^{2}+{\tfrac {1}{2}}r_{2}^{2}+{\tfrac {c}{2}}r_{3}^{2}\!\,} je dana kot:
{\displaystyle \mathbf {\vec {G}} (\mathbf {\vec {r}} )={\big [}-ar_{1},-r_{2},-cr_{3}{\big ]}\!\,,}
{\displaystyle \mathbf {\vec {R}} (\mathbf {\vec {r}} )={\big [}+ar_{2},br_{1}-r_{1}r_{3},r_{1}r_{2}{\big ]}\!\,.}
Kvadratni skalarni potencial zagotavlja gibanje v smeri koordinatnega izhodišča, ki je odgovorno za stabilno negibno točko za določeno območje parametrov. Pri drugih parametrih rotacijsko polje zagotavlja, da se ustvari čudni atraktor, ki povzroči, da model pokaže učinek metulja.

### Računalniška animacija in robotika
Helmholtzeva razstavitev se uporablja tudi na področju računalniškega inženirstva. To vključuje robotiko, rekonstrukcijo slik, pa tudi računalniško animacijo, kjer se razstavitev uporablja za realistično vizualizacijo tekočin ali vektorskih polj.